# Wilhelm Bogaty

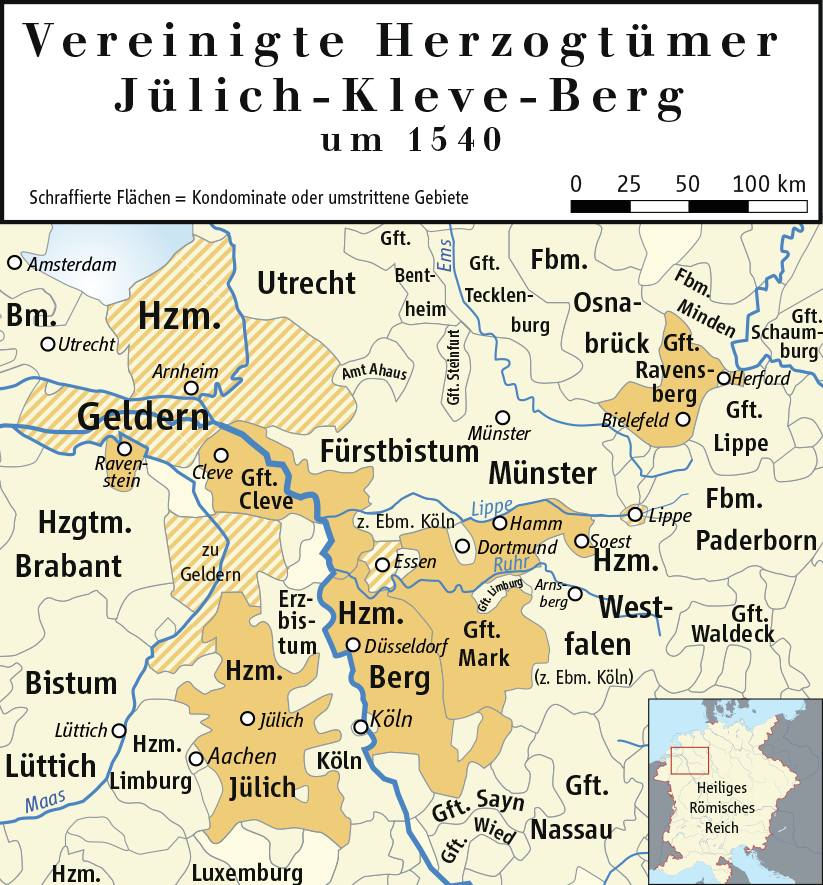
Ziemie pod władzą Wilhelma ok. 1540 (kreskowane księstwo Geldrii)

Wilhelm Bogaty (niem. Wilhelm der Reiche, ur. 28 lipca 1516 r. w Düsseldorfie, zm. 5 stycznia 1592 r. tamże) – książę Geldrii w latach 1538–1543, książę Kleve i hrabia Mark oraz książę Jülich i książę Bergu (jako Wilhelm V) od 1539 r.

## Życiorys
Wilhelm był jedynym synem księcia Kleve, Jülich, Bergu i hrabiego Mark Jana oraz Marii, córki księcia Jülich i Bergu oraz hrabiego Ravensbergu Wilhelma. Jego ojciec skupiając w swoim ręku świeckie księstwa Nadrenii i Westfalii utworzył najpotężniejsze państwo w zachodniej części Świętego Cesarstwa Rzymskiego. Na nauczyciela syna Jan wyznaczył Konrada Heresbacha, któremu Wilhelm zawdzięczał przesiąknięcie humanistycznymi ideami.
W 1538 r., po śmierci Karola z Egmond, Wilhelm objął tron sąsiadującej z włościami ojca Geldrii wybrany przez tamtejsze stany. To wywołało jednak konflikt z cesarzem Karolem V Habsburgiem, pragnącym samemu przejąć Geldrię w celu uzupełnienia swych niderlandzkich posiadłości. Na początku kolejnego roku zmarł ojciec Wilhelma i ten przejął także kompleks księstw nadreńskich: Kleve, Mark, Jülich, Berg i Ravensberg.
Konflikt z cesarzem zmusił Wilhelma do szukania potężnych sprzymierzeńców. Przede wszystkim zbliżył się do Francji, czego efektem było zawarte w 1541 r. jego małżeństwo z Joanną, córką i następczynią tytularnego króla Nawarry Henryka II i zarazem siostrzenicą króla Francji Franciszka I Walezjusza. Ponadto Wilhelm szukał oparcia w partii protestanckiej w Niemczech (jego najstarsza siostra Sybilla była żoną księcia Saksonii i przywódcy związku szmalkaldzkiego Jana Fryderyka I Wspaniałomyślnego), a także w Anglii, czego efektem było zawarte w 1540 r. małżeństwo drugiej z jego sióstr, Anny, z królem Anglii Henrykiem VIII Tudora (małżeństwo to trwało zaledwie kilka miesięcy).
Mimo tych kontaktów konflikt z cesarzem skończył się porażką Wilhelma. Krótka wojna, w której początkowo Wilhelm odnosił sukcesy, ale ostatecznie musiał ulec oddziałom cesarskim, została zakończona traktatem zawartym w 1543 r. Na jego mocy Wilhelm musiał ustąpić z tronu w Geldrii oraz oświadczyć, że nie wprowadzi reformacji w swych księstwach. Musiał także porzucić sojusz z Francją – małżeństwo z Joanną z Nawarry zostało przez papieża Pawła III unieważnione w 1545 r., a w kolejnym roku Wilhelm poślubił w Ratyzbonie, w obecności samego cesarza jego bratanicę, arcyksiężniczkę Marię Habsburżankę, córkę późniejszego cesarza Ferdynanda I Habsburga. Ten związek jeszcze silniej związał Wilhelma z Habsburgami, odciągnął od książąt protestanckich i zakończył marzenia księcia o powiększeniu swej potęgi i niezależności.
W dalszym, długim okresie panowania Wilhelm troszczył się przede wszystkim o sprawy wewnętrzne. Starał się umocnić swój wpływ na sprawy religijne i społeczne. Zakładał szkoły wyższe i modernizował struktury administracyjne. Dążył też w celu zmniejszenia skutków wojny o niepodległość Niderlandów dla swoich krajów (wojska obu stron konfliktu niejednokrotnie pustoszyły ziemie Wilhelma). Mimo starań nie zdołał całkowicie zunifikować instytucji księstw, którymi władał, nie zdołał także wśród poddanych wytworzyć wspólnej świadomości przynależności do jednego państwa – wciąż to osoba księcia była głównym czynnikiem spajającym Kleve, Mark, Jülich, Berg i Ravensberg. W sprawach religijnych, po początkowych próbach wprowadzenia reformacji zahamowanych przez porażkę w wojnie z cesarzem, kontynuował politykę ojca, próbując reformować Kościół w duchu humanistycznym, nie opowiadając się jednak wyraźnie po żadnej ze stron konfliktu religijnego w Cesarstwie (żywiąc jednak sympatię dla protestantyzmu). Tolerancja księcia nie obejmowała jednak skrajnych odłamów protestanckich jak anabaptystów, a także Żydów, których osiedlania się w swych księstwach Wilhelm zakazał w 1558 r.

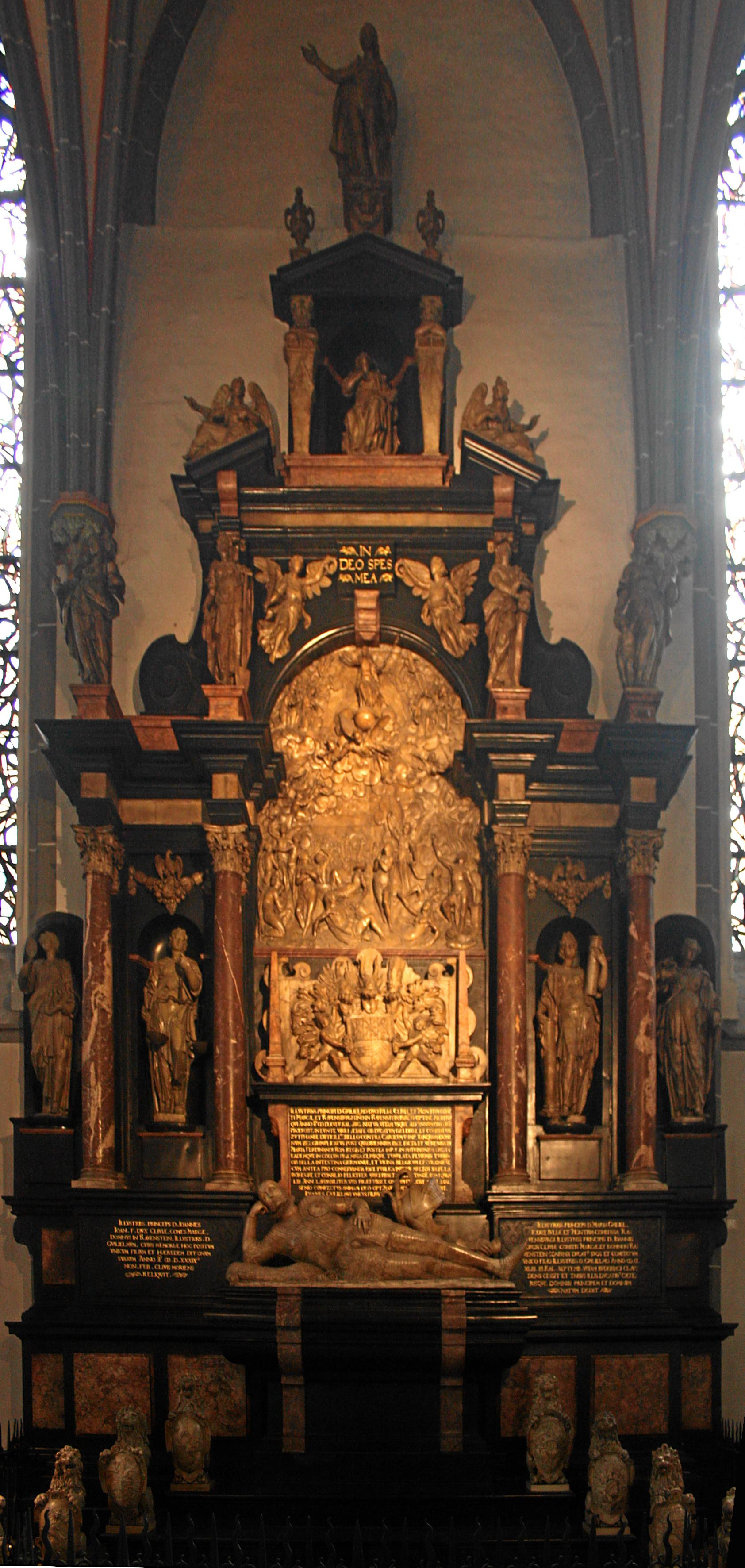
Nagrobek Wilhelma Bogatego

W 1575 r. zmarł Karol Fryderyk – starszy syn Wilhelma, planowany na jego następcę. Pozostał mu tylko jeden syn, przeznaczony wcześniej do stanu duchownego Jan Wilhelm, który jednak w latach 80. XVI w. ciężko zachorował. Wizja wymarcia dynastii otworzyła kwestię późniejszego następstwa tronu, w którą angażowali się członkowie książęcej rady. Wewnętrzne i wyznaniowe konflikty stopniowo osłabiały władzę książęcą w ostatnich latach życia także chorego Wilhelma. Zmarł w 1592 r. pozostawiając jako następcę chorego Jana Wilhelma. Został pochowany w kościele św. Lamberta w Düsseldorfie, gdzie w 1599 r. wzniesiono mu wciąż istniejący nagrobek.

## Rodzina
W 1541 r. Wilhelm poślubił Joannę, córkę i następczynię tytularnego króla Nawarry Henryka II i zarazem siostrzenicę króla Francji Franciszka I Walezjusza. W 1545 r. to bezdzietne małżeństwo zostało unieważnione (Joanna poślubiła potem Antoniego Burbona i była matką przyszłego króla Francji Henryka IV Burbona).
W 1546 r. Wilhelm ożenił się po raz drugi, tym razem z arcyksiężniczką Marią Habsburżanką, córką późniejszego cesarza Ferdynanda I Habsburga, bratanicę króla Hiszpanii i cesarza Karola V Habsburga. Ze związku tego pochodziło siedmioro dzieci:
- Maria Eleonora (1550–1608), żona księcia Prus Albrechta Fryderyka Hohenzollerna,
- Anna (1552–1632), żona księcia Palatynatu-Neuburg Filipa Ludwika Wittelsbacha, matka późniejszego księcia Jülich i Bergu Wolfganga Wilhelma Wittelsbacha,
- Magdalena (1553–1633), żona księcia Palatynatu-Zweibrücken Jana Wittelsbacha,
- Karol Fryderyk (1555–1575), planowany na następcę tronu, zmarły jednak w młodości w Rzymie,
- Elżbieta (1556–1561),
- Sybilla (1557–1627), żona margrabiego Burgau Karola, syna księcia Tyrolu Ferdynanda II Habsburga,
- Jan Wilhelm (1562–1609), następca ojca jako książę Kleve, Jülich, Bergu, hrabia Mark i Ravensbergu.